# پایگاه هوایی گابرونیتسا
پایگاه هوایی گابرونیتسا (به انگلیسی: Gabrovnitsa Air Base) یک فرودگاه نظامی است که یک باند فرود بتن دارد و طول باند آن ۲۵۲۲ متر است. این فرودگاه در کشور بلغارستان قرار دارد و در ارتفاع ۱۹۱ متری از سطح دریا واقع شده‌است.